# Мінсанай
Мінсанай (*бірм. သီရိသုဓ္ဒမ, д/н — 17 червня 1638) — 21-й володар М'яу-У з 29 травня до 17 червня 1638 року.

## Життєпис
Старший син Тхірі Тхудгамми, володаря М'яу-У, та Натшинме. Про дату народження та молоді роки обмаль відомостей. У травні 1538 року посів трон, але невдовзі захворів на віспу. За порадою своєї матері перебрався до Вінзами, що розташовувалася на північний захід від столиці.
Тут за наказом Натшинме правителя було отруєно, внаслідок чого трон посів Нгакутхалу, який був таємним коханцем Натшинме. Той прийняв тронне ім'я Нарапаті.